# Bell 212
Bell 212 — многоцелевой вертолёт, двухдвигательный вариант Bell 204/205.
Разработан совместно американскими фирмами Bell Helicopter Textron и Pratt & Whitney. Последняя оснастила его новой силовой установкой Twin-Pac, состоявшей из двух турбовальных двигателей. Вертолёт разрабатывался первоначально для канадских вооружённых сил как CUH-1N, позднее переименован в CH-135.
Канадские вооружённые силы заказали 50 вертолётов, поставки которых начались с мая 1971 года. В то же время американские военные  заказали 294 единиц Белл 212 под названием UH-1N. Первый полёт состоялся в августе 1968 года. Серийное производство развёрнуто в 1971 году. В сентябре 2014 года морская пехота США списала последний вертолет данного типа. Их планируется заменить на UH-1Y. В то же время вертолеты UH-1N пока ещё используются в ВВС США.
Модель 212 была создана для продажи гражданским операторам и имеет вместимость до 15 мест, с одним пилотом и четырнадцатью пассажирами. В грузовой конфигурации внутренняя вместимость модели 212 составляет  6,23 кубометров. На внешней подвеске можно перевозить до  2 268 кг.

## Разработка и эксплуатация

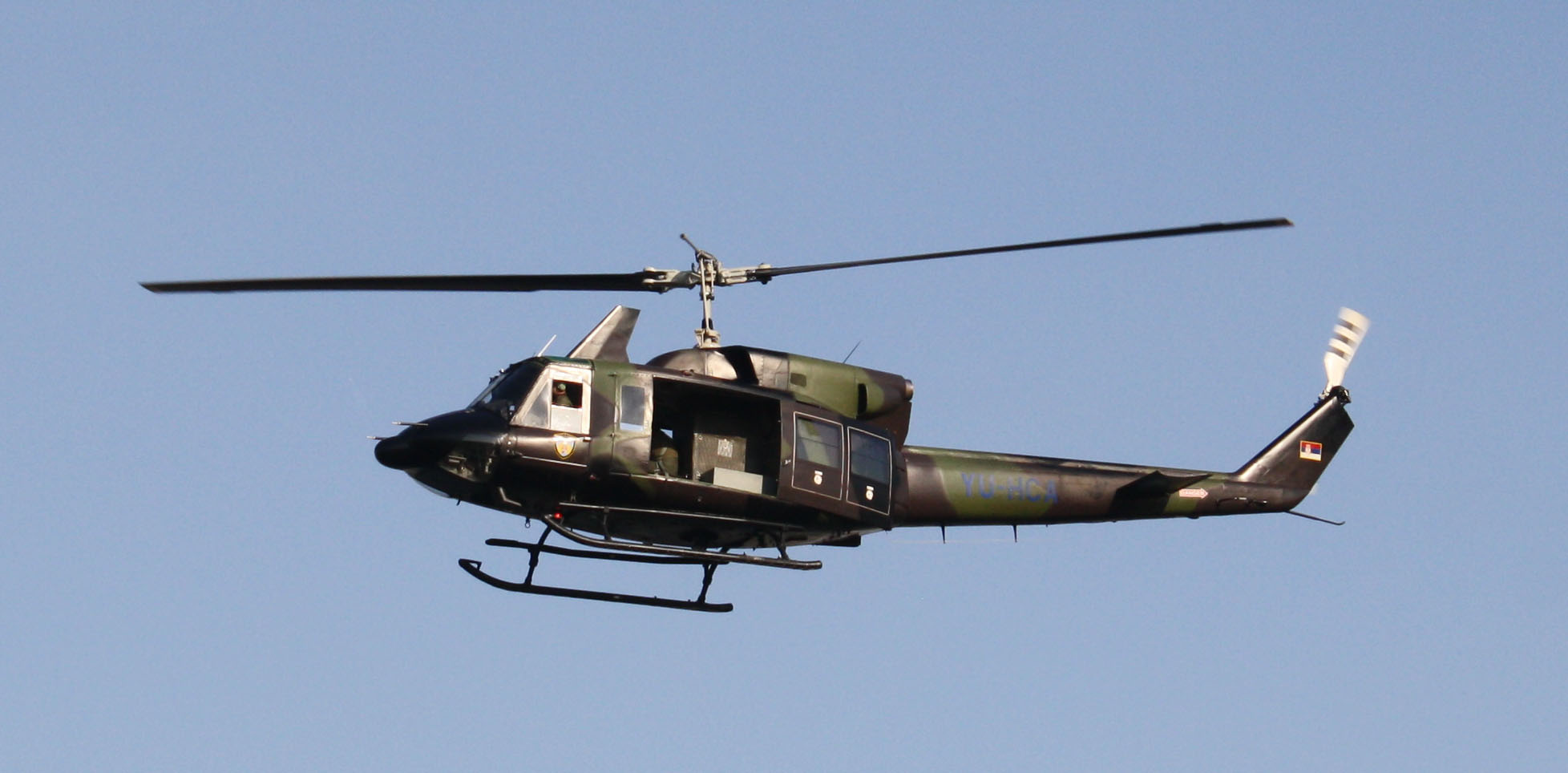
Agusta-Bell AB 212 вертолётного подразделения полиции Сербии

Основанный на удлиненном фюзеляже предшествующей модели Bell 205, вертолёт Bell 212 изначально разрабатывался для канадских вооруженных сил как под обозначением CUH-1N и позже переименован в CH-135. Канадские вооруженные силы в общей сложности получили 50 вертолетов этого типа, начиная с мая 1971 года. В то же время Вооруженные силы США заказали 294 единицы Bell 212 под обозначением UH-1N.
К 1971 году Bell 212 был доработан для гражданского рынка и коммерческого применения. Одной из первых компаний, использовавших этот вертолёт в гражданских целей была фирма Helicopter Service AS (позднее переименованная в CHC Helicopter) из Норвегии, которая специализировалась на транспортной логистической поддержке морской нефтедобычи, в частности, доставке рабочих на нефтяные платформы. Он оказался достаточно популярным для работы в этом секторе нефтедобычи поскольку был сертифицирован для работы в широком диапазоне погодных условий. Вертолёт Bell 2 активно участвует в  лесозаготовительных операциях, спасательных операциях на море, пополнении запасов в Арктическом регионе на радиолокационных станциях Линии «Дью», на пунктах Северной системы предупреждения, а также выполнять другие задачи.
Bell 212 оснащен силовой установкой Pratt & Whitney Canada PT6T-3 Twin-Pac, состоящей из двух соединенных турбовальных двигателей PT6, приводящих в движение общую коробку передач. Они способны выдавать до 1800 л. с. (1342 кВт) в максимальном режиме. В случае отказа одного двигателя, оставшийся может выдавать 900 л. с. (671 кВт) в течение 30 минут или 765 л. с. (571 кВт) непрерывно, что позволяет этому вертолёту поддерживать крейсерскую скорость при максимальной массе.
Ранние версии 212, сконфигурированные с возможностью полётов по приборам, должны были иметь большой и очень заметный киль, расположенный на фюзеляже, выше и немного позади кабины. Этот киль изначально был необходим для коррекции характеристик поворота вертолёта во время сложных маневров при полете по приборам, но в дальнейшем уже не потребовался из-за пересмотренных положений сертификации летательных аппаратов. Многие вертолёты продолжают летать с этой модификацией.
В 1979 году, после покупки восьми вертолётов Администрацией гражданской авиации Китая, Bell 212 стал первым американским вертолетом, проданным в Китайскую Народную Республику.
Обозначение ИКАО для этого летательного аппарата, используемое в полётных планах — «B212». В Bell Helicopter значительно усовершенствовали модель 212, выпустив Bell 412. Основным отличием стал составной четырехлопастной несущий винт. Последний вертолёт Bell 212 был поставлен заказчику в 1998 году.

## Варианты
- Bell Model 212 — обозначение компании Bell Helicopters для вертолета UH-1N.
- Twin Two-Twelve — многоцелевая гражданская версия. Может перевозить до 14 пассажиров.
- Agusta-Bell AB 212 — гражданская или военная версия транспортного вертолёта. Производились по лицензии в Италии компанией Agusta.
- Agusta-Bell AB.212ASW — противолодочный вариант AB.212.
- Bell 412 — развитие Bell 212, с основным отличием наличие композитного четырехлопастного несущего винта.
- Eagle Single — Bell 212, переделанный в одномоторную конфигурацию. Произведен компанией Eagle Copters из Калгари, Канада, с использованием двигателей Lycoming T5317A, T5317B или T5317BCV[8].

## Операторы

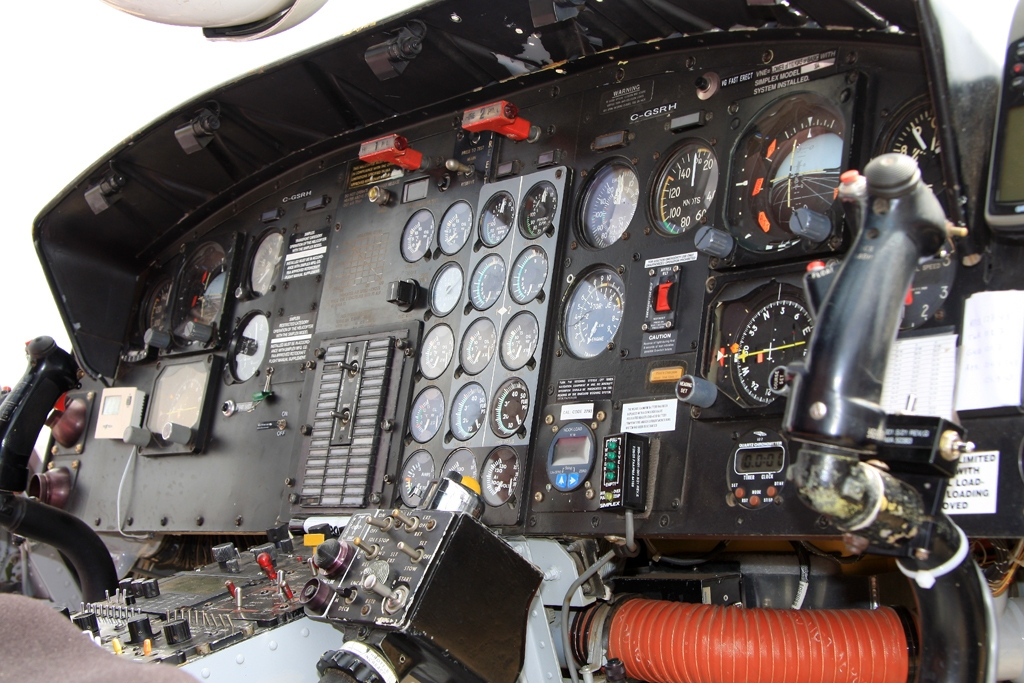
Приборная панель вертолёта Bell 212

### Военные операторы
Список военных операторов представлен в статье Bell UH-1N Twin Huey

### Правительственные операторы
Босния и Герцеговина
- Государственное агентство расследований и охраны

 Гренландия
- Air Greenland[9]

 Иран
- Правительство Ирана[10][11]

 Колумбия
- Национальная полиция Колумбии[12]

 Канада
- Береговая охрана Канады[13]

 Северная Македония
- Полиция Северной Македонии

 Сербия
- Вертолётное подразделение полиции Сербии[14]

 Словения
- Полиция Словении[15]

 США
- Bell 212 австралийской компании Kestrel AviationОфис шерифа округа Сан Бернардино[16]

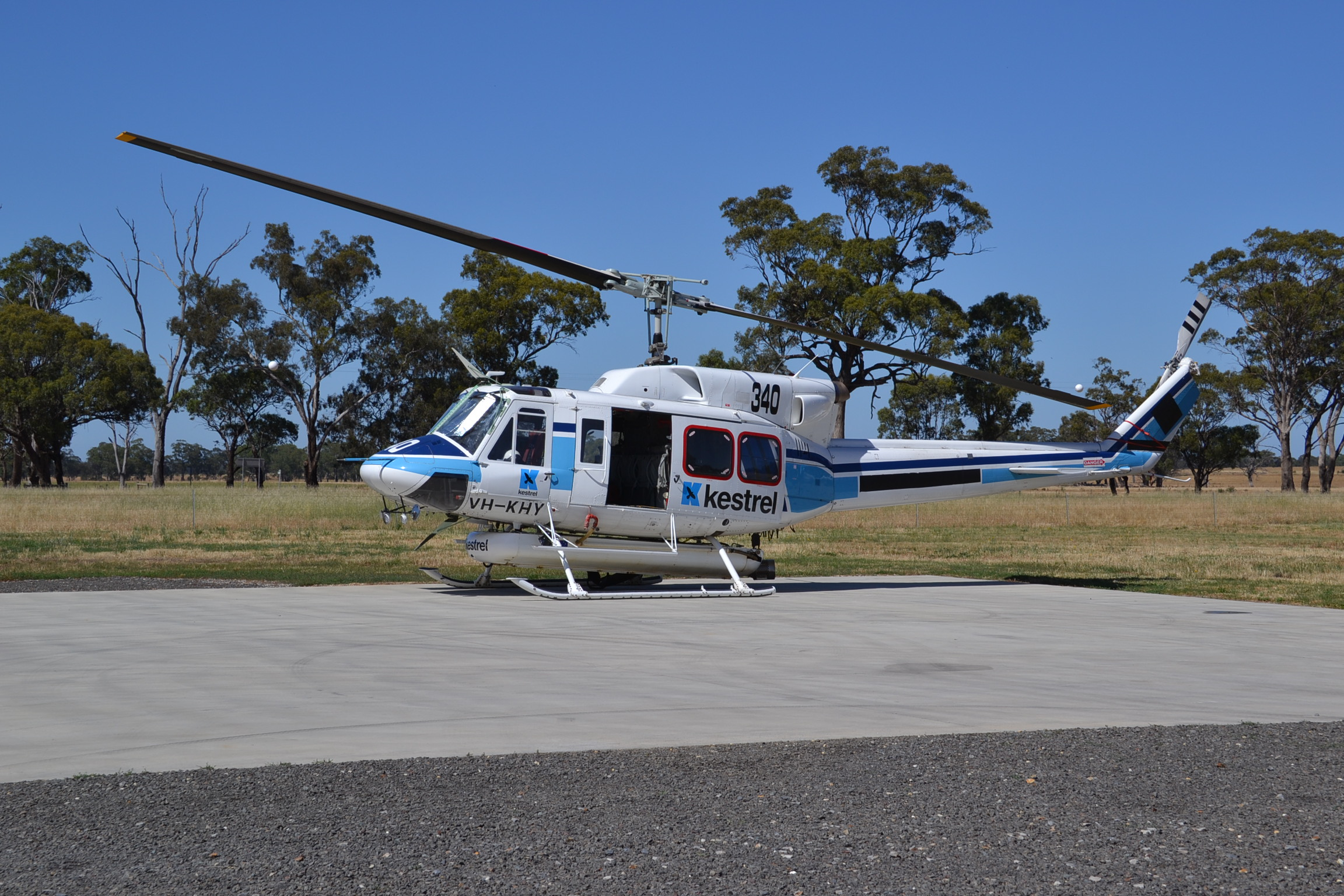
Bell 212 австралийской компании Kestrel Aviation

- Пожарно-спасательная служба Сан-Диего[17]

 Таиланд
- Королевская полиция Таиланда[18]

 Хорватия
- Полиция Хорватии[19]

 Япония
- Береговая охрана Японии

## Тактико-технические характеристики

Приведенные характеристики соответствуют модификации UH-1N.
Источник данных: DEPARTMENT OF THE NAVY -- NAVAL HISTORICAL CENTER; Pelletier, 1992.

Технические характеристики
- Экипаж: 2 пилота, 2 наблюдателя
- Пассажировместимость: 8 солдат или 6 раненых на носилках
- Грузоподъёмность: 2268 кг (на подвеске)
- Длина: 17,45 м
- Длина фюзеляжа: 12,9 м
- Диаметр несущего винта: 14,63 м
- Высота: 4,5 м
- Площадь, ометаемая несущим винтом: 168,1 м²
- Колея полозьев: 3,96 м
- Масса пустого: 2889 кг
- Масса снаряжённого: 3119 кг
- Нормальная взлётная масса: 3893 кг
- Максимальная взлётная масса: 4536 кг
  - с грузом на подвеске: 4763 кг
- Объём топливных баков: 726,1 л
  - дополнительные баки в кабине: 2 × 567,8 л
- Масса топлива во внутренних баках: 592 кг
  - максимальная с дополнительными баками в кабине: 1365 кг
- Силовая установка: 1 × ТВД Pratt & Whitney Canada T400-CP-400 (состоит из двух PT6)
- Мощность двигателей: 1 × 1800 л.с. (1 × 1324 кВт)Габариты кабины
- Длина: 2,34 м
- Ширина: 2,31 м
- Высота: 1,245 м

Лётные характеристики
- Максимальная скорость: 231,5 км/ч
- Крейсерская скорость: 218,5 км/ч
- Боевой радиус: 150 км
- Практическая дальность: 318,5 км
- Перегоночная дальность: 909,3 км (с топливом в кабине, без полезной нагрузки)
- Практический потолок: 4328 м
- Статический потолок: 4267 м
- Скороподъёмность: 9,4 м/с (на максимальной мощности)
- Нагрузка на диск: 23,14 / 27 кг/м² (при нормальной / максимальной взлётной массе)
- Тяговооружённость: 340 / 292 Вт/кг (при нормальной / максимальной взлётной массе)

Вооружение
- Стрелково-пушечное: 12,7 мм или 7,62 мм пулемёты
- Неуправляемые ракеты: 70 мм ракеты в блоках по 7 или 19 штук

## Происшествия
По данным Aviation Safety Network, произошло 431 происшествие с участием различных модификаций вертолёта Bell 212, в которых погибли 640 человек.
Крупнейшими по числу жертв стали катастрофа 3 июня 1978 года под Абу-Даби и 17 ноября 1982 года на Тайване (по 15 жертв).
19 мая 2024 года Bell 212 президента Ирана Ибрахима Раиси разбился в горной местности на северо-западе Ирана. В результате крушения погибло 8 человек, включая президента и министра иностранных дел Ирана.